# Huurrecht (Nederland)
Het huurrecht is het onderdeel van het Nederlands burgerlijk recht dat zich bezighoudt met de huurovereenkomst in het algemeen. Het huurrecht is van toepassing op alle soorten huurovereenkomsten, dus niet alleen de huur van bijvoorbeeld een huis of kamer. Er is wel een aparte afdeling voor de huur van woonruimte, dat wordt gezien als een bijzondere vorm van huur.

## Wettelijke definitie
De huurovereenkomst wordt geregeld in titel 4 (art. 201-310) van Boek 7 van het Nederlandse Burgerlijk Wetboek, Bijzondere overeenkomsten. Daarbij zijn ook de algemene regels voor de overeenkomst in Boek 6 van belang.
Definitie huurovereenkomst (art. 7:201 B.W.): Huur is de overeenkomst waarbij de ene partij, de verhuurder, zich verbindt aan de andere partij, de huurder, een zaak of een gedeelte daarvan in gebruik te verstrekken en de huurder zich verbindt tot een tegenprestatie.
Van huur is sprake als de ene partij: de verhuurder het gebruik van een zaak verstrekt aan de andere partij: de huurder die daarvoor een tegenprestatie moet betalen. De wet maakt hierbij uitdrukkelijk een uitzondering voor de pacht. De pachtovereenkomst voldoet volledig aan de definitie van de huurovereenkomst, maar omdat de wetgever voor pacht een aparte regeling nodig vond valt die niet onder de huurovereenkomst. Een andere uitzondering is het zakelijk recht van gebruik en bewoning. Onder dit recht kan eveneens een zaak (woning) aan een andere partij in gebruik worden verstrekt, waarbij de gebruiker zich verbindt tot een tegenprestatie. In dit geval gelden de bepalingen van het huurrecht niet, hoewel de overeenkomst voldoet aan de wettelijke definitie van een huurovereenkomst.
Voor de vraag of een bepaalde overeenkomst een huurovereenkomst is of niet, is de tekst van de schriftelijke overeenkomst uiteindelijk niet doorslaggevend maar datgene wat feitelijk wordt uitgevoerd. Als de overeenkomst in de praktijk voldoet aan de wettelijke definitie, is sprake van een huurovereenkomst. Partijen kunnen bijvoorbeeld spreken over lease, of in de schriftelijke overeenkomst kan 'lease contract' staan, als in de praktijk de overeenkomst voldoet aan de definitie van de huurovereenkomst in de wet, dan is sprake van een huurovereenkomst en is er wettelijke bescherming.

## Algemene regels
De wet geeft na de definitie eerst een aantal regels die voor iedere huurovereenkomst gelden. Deze regels zijn over het algemeen van regelend recht. Partijen mogen ervan afwijken. Doen ze dat niet, dan gelden de regels van de wet.
De regelgeving is van toepassing op alle soorten huurovereenkomsten; men kan een auto huren, een wasmachine, een parkeerplaats, een kano enz.. Bij dergelijke huurovereenkomsten is het in het algemeen niet nodig om de positie van de huurder te beschermen met wettelijke regels. Bij de huur van woonruimte is daar wel voor gekozen omdat een grote groep huurders zich door het gebrek aan woonruimte in een structureel zwakkere positie bevindt dan de professionele verhuurder.

## Verplichtingen van de verhuurder
De verplichtingen van de verhuurder zijn wettelijk geregeld in afd. 7.4.2 BW
- De verhuurder moet de zaak ter beschikking stellen en laten aan de huurder voor gebruik (art. 7:203 BW). Dit moet tijdig gebeuren, anders is de verhuurder schadeplichtig zonder ingebrekestelling, omdat dan gewoonlijk een fatale termijn is geschonden (art. 6:83 sub a BW).
- De verhuurder dient in te staan voor gebreken, die niet aan de huurder zijn toe te rekenen (art. 7:204-210 BW). Immateriële gebreken, zoals overlast en het niet plegen van preventief onderhoud vallen er ook onder.
- De verhuurder is verplicht het verhuurde in een redelijke staat van onderhoud te houden en het zogenaamde 'groot onderhoud' te verrichten. Het 'klein onderhoud' komt voor rekening van de huurder op grond van art. 7:217 BW (art. 7:206 lid 2 BW).[2] Ontstaan er gebreken, is verhuurder gehouden de gebreken te verhelpen, tenzij dit onmogelijk of naar objectieve maatstaven niet van verhuurder kan worden gevergd omdat het te duur is (art. 7:206 lid 1 BW). Deze plicht ontstaat pas als de huurder daarom heeft verzocht.

Bij niet-naleving van deze plicht, kan de huurder drie vorderingen instellen:
1. Gedeeltelijke (partiële) ontbinding (art. 7:207 BW): na kennisgeving van het gebrek aan de verhuurder, vermindering van de huurprijs te vorderen (lid 1) overeenkomstig art. 6:270 BW (rechtsregel van arrest Van Bommel/Ruijgrok).
2. Gehele ontbinding (art. 7:210 BW in combinatie met art. 6:267 BW), wanneer de verhuurder niet op grond van art. 7:206 BW verplicht is het gebrek te verhelpen.
3. Recht op schadevergoeding (art. 7:208 BW): bij een later gebrek dat aan de verhuurder is toe te rekenen of bij een eerder gebrek, dat hij heeft verzwegen of waarover hij heeft gelogen.
Ook kan huurder na verhuurder te hebben gemaand de gebreken zelf (doen) herstellen en de kosten bij verhuurder terugvorderen (art. 7:206 lid 3 BW) of de huurprijs verminderen (art. 7:207 lid 1 BW).
- De verhuurder moet de huurder vrijwaren tegen rechtsstoornis door derden (art. 7:211 juncto (in combinatie met) art. 7:204 lid 2 BW).: wanneer de verhuurder in zijn gebruik van de gehuurde zaak wordt verstoord, is er sprake van een gebrek (art. 7:204 lid 3 BW). Nadat de huurder het hem heeft meegedeeld, is de verhuurder verplicht zich in een rechtsgeding tussen de huurder en een derde te voegen, om de belangen van de huurder te verdedigen (art. 7:211 lid 1 BW). De huurder blijft wel procespartij (art. 212 Wetboek van Burgerlijke Rechtsvordering).

Wanneer de verhuurder deze verplichting niet nakomt, zijn de kosten voor zijn rekening (art. 7:211 lid 2 BW).

## Verplichtingen van de huurder

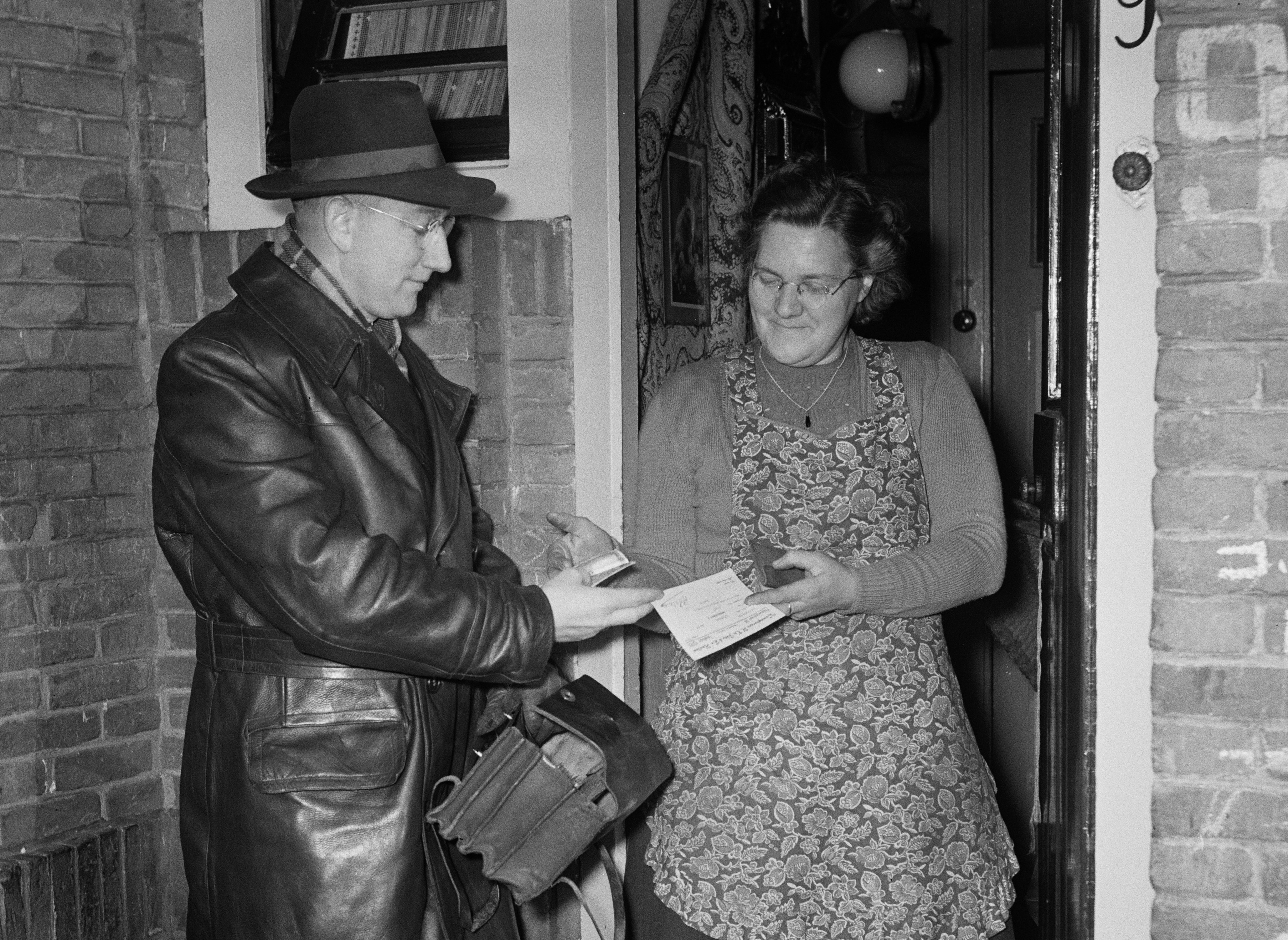
Huisbaas haalt de huur op in Haarlem Noord (1952)

A. Voldoen van de huurprijs (art. 7:212 BW): het gaat hierbij om een fatale termijn (art. 6:83 sub a BW), waarbij het verzuim automatisch intreedt zonder voorafgaande ingebrekestelling (aanmaning), tenzij de betalingstermijn een andere strekking heeft. De huurder hoeft dus niet eerst herinnerd te worden aan zijn huurachterstand. Na twee maanden huurachterstand kan de verhuurder de huurovereenkomst opzeggen. Huurverplichtingen zijn namelijk "voortdurend" van aard en moeten per termijn betaald worden (meestal maandelijks) en daarom levert het niet op tijd betalen van de huur al verzuim op, zonder dat eerst een ingebrekestelling vereist is.
Wanbetaling met betrekking tot de huurprijs valt onder wanprestatie (art. 6:74 BW). De huurder heeft hiertegen een vijftal verweren:
1. opschortingsrecht (art. 6:52 e.v. BW en art. 6:262 e.v. BW): de verhuurder schendt zijn verplichting uit de overeenkomst (voldoende samenhang in de zin van art. 6:52 lid 2 BW vereist). Slechts uitstel is mogelijk van de eigen verplichting.
2. Crediteurs (schuldeisers) verzuim (art. 6:59 – 61 en 6:266 BW): de verhuurder maakt nakoming door de huurder onmogelijk, bijvoorbeeld door geen rekeningnummer te verstrekken, met als gevolg dat de huurder de huurprijs niet kan betalen.
3. In reconventie (tegeneis bij een rechtszaak) ontbinding van de huurovereenkomst vorderen.
4. Er is sprake van verrekening o.g.v. art. 7:206 lid 3 BW (de verhuurder is met het verhelpen van de gebreken in verzuim en de huurder doet zelf en laat de kosten hiervan in mindering brengen op de huurprijs).
5. Er is sprake van betalingsonmacht (overmacht)

B. Goed huurdersschap brengt mee dat men zich als een goed huurder dient te gedragen (art. 7:213 BW), niet alleen in het gehuurde maar ook in de directe omgeving, niet alleen tegenover anderen in en om het gehuurde, ook tegenover de verhuurder. Het kan ook gaan om gedragingen die niet direct met het huurderschap te maken hebben, zoals het uitschelden en bedreigen van anderen. 'Goed huurderschap' betreft een open norm en is uitgewerkt in diverse bepalingen, zoals overlast door andere huurder(s). Dit levert een gebrek op aan de huurovereenkomst in de zin van art. 7:204 BW. De huurder is ook aansprakelijk voor gedragingen van anderen die met toestemming van huurder in of op het door hem gehuurde aanwezig zijn. (art. 7:219 BW).
Er zijn in dat geval een aantal mogelijkheden: - Degene die last heeft van gedragingen kan tegen de huurder die overlast veroorzaakt, een vordering op grond van onrechtmatige daad instellen (art. 6:162 BW). Er kan in zo’n geval schadevergoeding geclaimd worden.
- Als er een gemeenschappelijke verhuurder is, kan degene die last heeft van gedrag van een andere huurder tegenover de gemeenschappelijke verhuurder stellen, dat sprake is van een gebrek in de zin van art. 7:204 BW., dat veroorzaakt is door zijn andere huurder. De gemeenschappelijke verhuurder kan dan tegenover de veroorzaker (huurder) stellen dat hij zijn verplichting uit goed huurderschap niet nakomt (art. 7:213 BW).
Als sprake is van overlast vanuit woonruimte, kan via de publiekrechtelijke weg de burgemeester van de betreffende gemeente een “overlastpand” sluiten op grond van art. 174a Gemeentewet (Wet Victor). Daarna kan de verhuurder de huurovereenkomst buitengerechtelijk ontbinden op grond van art. 7:231 lid 2 BW.
C. Gebruik overeenkomstig de (contractuele) bestemming (art. 7:214 BW): wanneer het gehuurde wordt gebruikt in strijd met de bestemming, dan is dat wanprestatie dat voor ontbinding in aanmerking komt. Je mag bijvoorbeeld niet een gehuurde woonruimte gebruiken als bedrijfsruimte en andersom ook niet.
- De huurder is niet bevoegd veranderingen aan het gehuurde aan te brengen, tenzij de verhuurder hiervoor schriftelijk toestemming heeft gegeven (art. 7:215 lid 1 BW) en bij het einde van de huurovereenkomst zonder “noemenswaardige kosten kunnen worden verwijderd” (art. 7:215 lid 1 BW). Het gaat hier bij de huur van woonruimte om (zeer) geringe veranderingen zoals het aanbrengen van een zonnescherm, gordijnrails, luxaflex, buitenverlichting, badkamerkastjes enzovoort. Zulke veranderingen kunnen dus zonder voorafgaande toestemming van de verhuurder worden aangebracht.

Het begrip zonder noemenswaardige kosten slaat op het geval, dat de verhuurder het niet veel geld zou kosten om de zaken te verwijderen na het einde van de huurovereenkomst. Deze niet-noemenswaardige kosten komen dan voor rekening van de verhuurder.
Bij huur van woonruimte geeft de verhuurder in de regel binnen acht weken toestemming voor het aanbrengen van veranderingen aan het gehuurde, als deze de verhuurbaarheid niet schaden en niet leiden tot een waardedaling van het gehuurde (art. 7:215 lid 2 BW).
Wanneer de verhuurder geen toestemming hiervoor geeft, kan de huurder naar de rechter stappen en van de rechter vervangende toestemming vragen (art. 7:215 lid 2 BW).
De rechter geeft in de regel toestemming als de verhuurder aan de huurder van de woonruimte naar objectieve maatstaven toestemming had moeten geven (art. 7:215 lid 4 BW) of als de veranderingen noodzakelijk zijn voor een doelmatig gebruik van het gehuurde pand door de huurder, het woongenot verhogen en geen zwaarwegende bezwaren aan de zijde van de verhuurder zich tegen het aanbrengen van de veranderingen verzetten (lid 4 laatste zin).
De huurder is gedurende de hele looptijd van de huur bevoegd de door hem aangebrachte veranderingen weg te nemen en het gehuurde in oude staat te (laten) herstellen: ius tollendi = wegneemrecht.
- De huurder is aansprakelijk voor door hem aangerichte schade (art. 7:218 lid 1 BW). De beginstaat van het gehuurde wordt vermoed in onbeschadigde staat te zijn en de huurder kan hiertegen tegenbewijs leveren, dat hij het beschadigd heeft ontvangen. (art. 7:218 lid 3 BW). Een huurder is ook aansprakelijk voor schade die door derden is veroorzaakt (art. 7:219 BW).

D. De huurder moet dringende werkzaamheden aan de verhuurde zaak toestaan + en bij huur woonruimte groot preventief onderhoud dat niet kan worden uitgesteld tot na het einde van de huurovereenkomst (art. 7:220 lid 1 BW). De huurder moet dan ook renovatie (waaronder ook sloop en nieuwbouw valt) toestaan, als het voorstel daartoe redelijk is (art. 7:220 lid 2 BW). Zo’n voorstel is bij een renovatie van tien of meer woningen of bedrijfsruimtes redelijk, wanneer 70 % van de huurders ermee instemt (art. 7:220 lid 3 BW).
E. Huurders van woonruimte zijn gehouden zogenaamde 'kleine herstellingen' aan het gehuurde voor eigen rekening te (laten) verrichten (artikel 7:240 BW), wat daaronder wordt verstaan is nader geregeld in het 'Besluit kleine herstellingen'.
F. Wanneer de huurder een gebrek ontdekt aan het gehuurde dat niet zelf hoeft te worden hersteld, moet hij dit meteen melden aan de verhuurder (art. 7:222 BW).
G. De huurder is verplicht gelegenheid te geven tot bezichtiging bij verkoop door de verhuurder (art. 7:223 BW).
H. De huurder moet het gehuurde aan het einde van de huur teruggeven (art. 7:224 lid 1 BW). Wanneer de huurder en verhuurder een beschrijving hebben opgemaakt van de verhuurde zaak, moet het verhuurde in de oorspronkelijke staat worden opgeleverd zoals beschreven, behoudens geoorloofde veranderingen en toevoegingen in de zin van art. 7:215 lid 1 BW (art. 7:224 lid 2 eerste zin BW).
Wanneer de huurder en verhuurder geen beschrijving hebben opgemaakt, moet de gehuurde zaak in oorspronkelijke staat worden opgeleverd (art. 7:224 lid 2 slot BW): bewijslast rust op de verhuurder.
Voor de nakoming van de opleveringsverplichting is geen ingebrekestelling (aanmaning) vereist: automatisch verzuim op grond van art. 6:83 sub b BW (arrest Van der Meer/Wbv. Beter Wonen; HR 27-11-1998, NJ 1999, 380).
Wanneer de huurder na het einde van de huurovereenkomst in het gehuurde blijft zonder de huurprijs door te betalen, kan de verhuurder schadevergoeding vorderen ten bedrage van de gemiste huurtermijnen of meer wanneer de schade hoger is (art. 7:225 BW).

## Onderhuur
De onderhuurovereenkomst (art. 7:221 BW) is een gewone huurovereenkomst, waarbij de huurder een gedeelte van zijn gehuurde zaak weer aan een andere huurder verhuurt, bijvoorbeeld een kamer van een gehuurde woning.
De huurder van een zelfstandige woonruimte is bevoegd tot onderhuur van een deel daarvan (art. 7:244 BW). Dit is van regelend recht en dat houdt in, dat er in de huurovereenkomst van kan worden afgeweken: bijvoorbeeld een verbod tot onderverhuur van de woonruimte. Met name sinds de intrede van wereldwijd opererende online onderverhuurplatforms wordt onderverhuur meestal niet meer toegestaan.
Wanneer het gehuurde moet worden ontruimd, geldt de ontruiming ook voor de onderhuurder, gaat het om een vonnis is daarin meestal opgenomen: “de huurder met al de zijnen en het zijne”.

## Koop breekt geen huur
Artikel 7:226 BW bepaalt dat overdracht van de gehuurde zaak, bijvoorbeeld als gevolg van verkoop, geen einde maakte aan de huurovereenkomst. De uit de huurovereenkomst voortvloeiende rechten en verplichtingen van de verhuurder gaan over op de nieuwe eigenaar. Dit wordt wel uitgedrukt met het adagium 'koop breekt geen huur' (emptio non tollit locatum).
Onder overdracht valt ook de executoriale verkoop (art. 7:226 lid 2 BW) en bedingen die onmiddellijk verband houden met de huurovereenkomst, zoals 'huurprijsbedingen' en 'bedingen met betrekking tot de omvang van het gehuurde' gaan mee over naar de nieuwe eigenaar (art. 7:226 lid 3 BW).

## Dood van partijen
De dood van de huurder of verhuurder leidt niet tot het automatische einde van de huurovereenkomst (art. 7:229 lid 1 BW). De erfgenamen kunnen gedurende zes maanden (een half jaar) na het overlijden van de huurder de huurovereenkomst opzeggen met een opzegtermijn van één maand (art. 7:229 lid 2 BW).  Indien een huurder twee of meer erfgenamen nalaat, is de verhuurder verplicht zijn medewerking te verlenen aan de toedeling van de rechten en verplichtingen van de overleden huurder uit de huurovereenkomst aan een of meer van de erfgenamen, tenzij de verhuurder tegen een of meer van de aangewezenen redelijke bezwaren heeft. (art. 7:229 lid 3 BW) 

## Einde van de huurovereenkomst
A. De huurovereenkomst voor bepaalde tijd eindigt na het verstrijken van de termijn (art. 7:228 lid 1 BW) en die voor onbepaalde tijd na opzegging (art. 7:228 lid 2 BW).
B. Ontbinding (art. 7:231 BW): - wegens tekortschieten door de huurder in zijn verplichting(en) kan slechts door de rechter (art. 7:231 lid 1 BW).
- de verhuurder kan buitengerechtelijk ontbinden na ontruiming door de burgemeester op grond van art. 174a Gemeentewet (Wet Victor) (art. 7:231 lid 2 BW).
- Na het einde van de huurovereenkomst is voortgezet gebruik door de huurder mogelijk met toestemming van de verhuurder (art. 7:230 BW). De huurovereenkomst wordt dan verlengd voor onbepaalde tijd.

## Belasting
Voor een particulier worden huurinkomsten van vastgoed en roerende zaken forfaitair belast in box 3.

## Huur van woonruimte

### Bescherming rechtspositie huurder
Wonen is een van de meest essentiële levensbehoeftes. Voor de eigenaar-bewoner van een eigen woning geldt dat, maar dat geldt ook voor de huurder van een woning. Door een voortdurende krapte op de huurwoningmarkt heeft een grote groep huurders structureel een zwakkere positie dan professionele verhuurders. Er is daarom geen vrijheid om over een huurcontract te onderhandelen, het is voor de huurder vaak "slikken of stikken". Daarom werd vanaf de 60er jaren een overheidspolitiek besloten ter zake van huurprijsvorming en ontruimingsbescherming. Zo kwam in 1972 bijzondere wetgeving tot stand voor de huur van woonruimte, de afdeling is te vinden in titel 4 van Boek 7 van het Nederlandse Burgerlijk Wetboek: "Afdeling 5. Huur van woonruimte" (art. 232 - 282). Tevens werd de Huurprijzenwet woonruimte aangenomen en de Wet op de huurcommissies. De regels werden voordat titel 7.4 in werking trad met regelmaat gewijzigd.
Om de positie van die huurder te beschermen geeft de wet regels die er voor moeten zorgen dat hij niet zo maar uit zijn huis gezet kan worden (huurbescherming), en niet onverwachts met een enorme huurverhoging geconfronteerd kan worden (huurprijsbescherming). Vanwege het beschermingskarakter zijn de regels met betrekking tot de huur van woonruimte van dwingend recht, er kan niet van worden afgeweken.
Vergelijkbare huurdersbeschermende wetgeving bestaat ook in onder meer België en Duitsland.

### Wat is woonruimte
Huur van woonruimte houdt in dat er een gebouwde onroerende zaak als zelfstandige of onzelfstandige woonruimte wordt verhuurd, of een woonwagen met standplaats (kavel waarop de woonwagen geplaatst wordt met voorzieningen, art. 7:236 BW).
De onderhuur van kamers valt ook onder de huur van woonruimte (arrest Zonshofje I, HR 20 september 1985, NJ 1986, 260). 
De verhuur van woonboten en stacaravans valt niet onder de huur van woonruimte.
Als sprake is van huur van woonruimte, is sprake van de rechtsbeschermende maatregelen uit deze afdeling.

#### Wel huur woonruimte, géén huurbescherming
- Het betreft een gebruik van woonruimte dat naar zijn aard slechts van korte duur is (art. 7:232 lid 2 BW). Hierbij moet men letten op “de aard van het gebruik” (de reden van verblijf) of “de aard van de woning” (vakantie- of sloopwoning) of “hetgeen partijen omtrent de duur van het gebruik voor ogen hebben gestaan” (bijvoorbeeld dat de woning op termijn bestemd is voor verkoop). In het arrest “Oostenrijkse zomerwoningen” (NJ 1999, 495) bepaalde de Hoge Raad dat er nog geen sprake is van korte duur wanneer geen permanente bewoning was toegestaan.
- Het betreft een opzegging wegens "dringend eigen gebruik" van de woning door de verhuurder, als een gehandicapten- of ouderenwoning of studentenwoning.
- Het betreft hospitakamers (art. 7:232 lid 3 BW): de huurbeschermingsregels zijn in beperkte mate van toepassing gedurende een proefperiode van negen maanden. In die periode is er opzegging zonder opgave van redenen mogelijk, omdat art. 7:271 lid 4 BW niet van toepassing is. En er is dan ook geen beëindiging door de rechter vereist.
- Het betreft gemeentelijke afbraakpanden (art. 7:232 lid 4 BW): zo’n pand is eigendom van de gemeente en bij aangaan van de overeenkomst was al bekend dat het zou worden gesloopt. Hierbij geldt eveneens een beperkte huurbescherming: een aantal artikelen is niet van toepassing, zoals opgave van redenen bij opzegging van de huurovereenkomst in de zin van art. 7:271 lid 4 BW. Bij niet-gemeentelijke afbraakpanden is tijdelijke verhuur mogelijk met een vergunning op grond van art. 15 + 16 Leegstandswet.

### Huurprijzen van woonruimte

#### Sociale huurwoning en liberalisatiegrens
Kale huur is het bedrag dat aan huur voor de woonruimte moet worden betaald om er te mogen wonen, zonder kosten voor water en energie en zonder servicekosten. Dit is dus altijd één kostenpost. Voor woningen waarvan de kale huur bij de aanvang van de huur boven een bepaalde huurprijsgrens ligt of lag, gelden andere regels. Dit wordt de vrije sector genoemd en de huurprijsgrens heet liberalisatiegrens. Huurwoningen met een huurprijs beneden deze grens worden sociale huurwoning, genoemd en vormen de zogenaamde gereguleerde sector, ofwel gereguleerde huurvoorraad. De grens wordt jaarlijks door de overheid vastgelegd. Bij de bepaling welke regels voor een woning gelden, is het huurcontract maatgevend en niet de woning of de huurprijs op zich want bij wisseling van huurders kan de huurprijs ongewijzigd blijven, maar de woning toch overgaan van de gereguleerde naar de vrije sector doordat de huur met huurverhogingen harder is gestegen dan de liberalisatiegrens. Daarom wordt ook gesproken van een geliberaliseerd huurcontract (vrije sector) en een niet-geliberaliseerd huurcontract (sociale sector).

#### Puntentelling en Huurcommissie
Bij totstandkoming van een huurcontract zijn partijen vrij de huurprijs vast te leggen. De wet houdt echter rekening met de praktijk, waar een particuliere huurder bij de onderhandeling in de regel weinig of geen inbreng heeft. Huurders is daarom het recht gegeven, na ondertekening van het contract en intrek in de woning, de hoogte van de huurprijs in het contract te laten toetsen door een onafhankelijke instantie, de Huurcommissie. Bij bepaling of een woning boven de liberalisatiegrens ligt of niet, is doorslaggevend wat de maximale kale huur voor de woning zou mogen zijn volgens het Woningwaarderingsstelsel, populair de puntentelling en niet de huurprijs waarvoor is getekend in een (nieuw) contract. De huurder moet voor deze toetsing binnen een bepaalde termijn een verzoek indienen bij de Huurcommissie, na deze termijn kan een huurder om verlaging van de huurprijs vragen.
Via artikel 3 lid 2 van de Uitvoeringswet huurprijzen woonruimte (Uhw) wordt in artikel 2 van het Besluit huurprijzen woonruimte bepaald dat de genoemde grens gelijk is aan het bedrag, bedoeld in artikel 13, eerste lid, onder a, van de Wet op de huurtoeslag: de maximale rekenhuur voor huurtoeslag (2015, 2016, 2017 en 2018: € 710,68; 2019: € 720,42; 2020: € 737,14; 2021: € 752,33; 2022: € 763,47; 2023: € 808,06; 2024: € 879,66 per maand). De liberalisatiegrens is dus gelijk aan de huurtoeslaghuurprijsgrens. Het bedrag is normaliter geïndexeerd op basis van de "Consumentenprijsindex Alle Huishoudens", te vinden in de CBS-tabel "Consumentenprijzen; prijsindex 2015=100" onder het kopje "CPI", niet te verwarren met "CPI afgeleid", maar zoals bepaald in artikel 27 van de Wet op de huurtoeslag zijn de verhogingen per 1 januari 2016, 2017 en 2018 niet toegepast. Per 1 januari 2019 was de correctiefactor 1,0137, dus de verhoging 1,37%. Deze factor is berekend als de verhouding van de gemiddelde consumentenprijsindex over juli 2017 tot en met juni 2018 ten opzichte van de gemiddelde consumentenprijsindex over juli 2016 tot en met juni 2017. Per 1 januari 2020 was de correctiefactor 1,0232, dus de verhoging 2,32%.
Het begrip rekenhuur is alleen aan de orde voor de huurtoeslag, voor de liberalisatiegrens gaat het om de maximaal toelaatbare kale huur. Het kan zijn dat bij aanvang van de huur de kale huur laag genoeg is voor de gereguleerde sector, maar de rekenhuur te hoog is voor huurtoeslag. Bovendien is het zo dat een woning in de gereguleerde sector daarin blijft zolang de huur met dezelfde huurder voortduurt, want zoals gezegd gaat het om criteria bij aanvang van de bewoning.

#### All-In-huur
Bij een all-in huur wordt één bedrag gevraagd voor huur, energie, water en overige kosten, de kale huurprijs is niet bekend. Daarom kan bij een all-in huurcontract niet gecontroleerd worden of het een geliberaliseerd huurcontract is of niet. Het vragen van all-in huur is in Nederland niet toegestaan, er staan voor de verhuurder boetes op, niet op basis van het strafrecht, maar op basis van de Huurwet.
Boek 7 BW gebruikt al deze termen niet, en geeft in artikel 247 slechts voorwaarden waaronder Onderafdeling 2, Huurprijzen en andere vergoedingen (art. 246-265) geldt, en de nummers van de artikelen die ook gelden als niet aan die voorwaarden is voldaan. De Uitvoeringswet huurprijzen woonruimte gebruikt deze termen evenmin en bepaalt "Op huurovereenkomsten waarop ingevolge artikel 7:247 van het Burgerlijk Wetboek onderafdeling 2 van afdeling 5 van titel 7.4 van Boek 7 van het Burgerlijk Wetboek ten dele van toepassing is, is deze wet slechts van toepassing voor zover dat uit die onderafdeling voortvloeit."
Zowel woningcorporaties als particulieren en commerciële bedrijven verhuren woningen in de gereguleerde huursector.

### Huurverhoging

#### Huurverhoging gereguleerde sector
De verhuurder kan eenmaal per jaar een huurverhoging voorstellen.
Artikel 10 van de Uitvoeringswet huurprijzen woonruimte bepaalt voor woningen in de gereguleerde sector in het eerste lid dat bij of krachtens algemene maatregel van bestuur regels worden gegeven voor de waardering van de kwaliteit van een woonruimte, van de redelijkheid van de huurprijs en van wijziging daarvan. Bijlage I. bij het Besluit huurprijzen woonruimte bevat het woningwaarderingsstelsel. Bij geschillen past de huurcommissie dit toe.
Het tweede lid van artikel 10 bepaalt dat bij ministeriële regeling een maximaal huurverhogingspercentage wordt vastgesteld, als extra beperking boven op de hierboven genoemde regels. In 2018 mag de huurverhoging, afhankelijk van het inkomen, maximaal 4,1% bedragen bij een huishoudinkomen tot en met € 42.436, en maximaal 5,6% bij een hoger huishoudinkomen. Het hogere percentage geldt niet als een van de bewoners de AOW-leeftijd heeft bereikt, zie echter ook onder. Het geldt ook niet in het geval van een huishouden van 4 of meer personen. In die gevallen geldt het lagere percentage. Als de toegestane huurverhoging wel afhangt van het inkomen mag de verhuurder een zogenaamde huishoudverklaring opvragen bij de Belastingdienst, waarin staat of het huishoudinkomen al dan niet boven de betreffende grens uitkomt.
De genoemde percentages betreffen de jaarmutatie CPI van 2017 van 1,6% en een opslag van respectievelijk 2,5 en 4%-punt.
Het huishoudinkomen waar het hier om gaat is het totaal van de verzamelinkomens, zoals voor ieder vastgelegd in de basisregistratie inkomen, in het jaar twee jaar vóór het jaar van ingang van de huurverhoging, van degenen die op de datum van ingang van de huurverhoging in de woning wonen.
Meestal is de huurverhoging per 1 juli. Voor 1 juli 2020 was 2018 het peiljaar voor het inkomen.
Na een extra huurverhoging kan de huur weer lager worden (waarbij de extra huurverhoging zonder terugwerkende kracht ongedaan wordt gemaakt) als het inkomen binnen 2 jaar na het betreffende peiljaar daalt tot een niveau waarbij die extra huurverhoging er niet zou zijn geweest.
Bij een woningcorporatie geldt bovendien dat het gemiddelde aan huurstijgingen in 2018 niet hoger mag zijn dan 2,6%. Het optrekken van de huur na een verhuizing telt daarin mee. Verder is er de Wet van 29 januari 2020 tot wijziging van de Woningwet (wijzigingen maximale huursomstijging en lokale mogelijkheid hoger percentage).
Voor verhuurders stond toen tegenover deze huurverhogingen een verhuurderheffing.
In aanvulling op het vereiste van een redelijke huur volgens het woningwaarderingsstelsel is de maximale huurverhoging per 1 juli 2020, behoudens uitzonderingen, gelijk aan 5,1% (2,6% inflatie + 2,5 procentpunt). Per 1 juli 2021 zou het gelijk zijn aan 2,4% (1,4% inflatie + 1 procentpunt) of een inkomensafhankelijke hogere huurverhoging van 5,4% (1,4% inflatie + 4 procentpunt), maar er is later bepaald dat er geen verhoging is toegestaan tot en met 30 juni 2022. Het maximale percentage waarmee de huren vanaf 1 juli 2022 verhoogd mogen worden is 2,3%.
De Wet van 2 december 2020 tot wijziging van de Wet maatregelen woningmarkt 2014 II en de Woningwet (eenmalige huurverlaging huurders met een lager inkomen) voorziet in het recht op eenmalige huurverlaging voor huurders met een laag inkomen en een (voor dat inkomen) hoge huur die een woning huren bij een woningcorporatie. Het gaat hierbij om huurders die duur scheefwonen. Dit betekent dat huurders recht krijgen op huurverlaging wanneer hun inkomen onder de inkomensgrens van passend toewijzen ligt en zij een huur hebben die hoger is dan de voor hen toepassing zijnde aftoppingsgrens. Met "eenmalig" wordt bedoeld dat de huur niet in 2022 nog lager wordt. Er wordt niet mee bedoeld dat in 2022 weer de oude hogere huurprijs gaat gelden. De woningcorporatie kan dan de betreffende woning weer in haar reguliere huurverhogingsregime meenemen.
De Wet van 24 maart 2021 tot wijziging van Boek 7 van het Burgerlijk Wetboek, van de Uitvoeringswet huurprijzen woonruimte en van de Woningwet (wijziging huurverhogingsmogelijkheden en inkomensgrenzen Woningwet) die op 1 januari 2022 is ingegaan schaft de bovengenoemde regel af dat de inkomensafhankelijke extra huurverhoging niet is toegestaan als een van de bewoners de AOW-leeftijd heeft bereikt. Verder komen er voor huurverhogingen vanaf 1 juli 2022 de inkomenscategorieën hoge middeninkomens (voor alleenstaanden van ongeveer € 47.077 tot € 55.500) en hoge inkomens (voor alleenstaanden: boven € 55.500), met een maximale huurverhoging per categorie uitgedrukt als een bedrag per maand in plaats van een extra hoog percentage: respectievelijk € 50 en € 100 per maand, en daarmee grotere stappen dan voorheen. Deze bedragen zullen in de Uitvoeringsregeling huurprijzen woonruimte worden vastgelegd.
In 2023 was er een beperkte maximale huurstijging van 3,1%, terwijl de inflatie in 2022 met bijna 10% steeg. In 2024 is er een maximale huurstijging van 5,8%, de gemiddelde huurverhoging binnen een corporatie mag echter niet meer dan 5,3% bedragen. In 2025 is zou er een maximale huurstijging zijn van 5%, de gemiddelde huurverhoging binnen een corporatie zou  echter niet meer dan 4,5% mogen bedragen.
De voorjaarsnota 2025 bevat de afspraak dat in 2025 en 2026 bij sociale huurwoningen geen huurverhoging mag worden toegepast. Omdat huurverhogingen per 1 juli altijd uiterlijk in april moeten worden aangekondigd, maar de maatregel een wetswijziging vergt die tijd kost, hebben huurders soms toch een formele aankondiging van een huurverhoging gekregen, met de toelichting dat deze mogelijk niet doorgaat. In mei 2025 was de stand van zaken dat verplichte huurbevriezing zo snel niet bij particulier verhuurde woningen kan worden ingevoerd, maar wel bij woningcorporaties, mits ook de Eerste Kamer ermee instemt, en de maatregel niet verboden wordt door een rechter. In juni heeft de minister bekendgemaakt het betreffende wetsvoorstel niet bij de Tweede Kamer in te dienen wegens onder meer ernstige kritiek van de Raad van State en de val van het kabinet. Voor huurders die pas na april een aankondiging van een huurverhoging krijgen of hebben gekregen resteert slechts een klein voordeel door de aankondigingstermijn van twee maanden.

#### Huurverhoging vrije sector
De Wet van 9 april 2021 tot wijziging van Boek 7 van het Burgerlijk Wetboek en de Uitvoeringswet huurprijzen woonruimte (Wet maximering huurprijsverhogingen geliberaliseerde huurovereenkomsten) beperkt de huurprijsverhoging per jaar tot inflatie + 1 procentpunt voor huurders in de vrije sector. Voor de gereguleerde sector is dit ook geregeld, zie boven.
Aanhangig in de Eerste Kamer is de Wet betaalbare huur. Met dit voorstel wordt het woningwaarderingsstelsel (WWS) ook van toepassing voor de vrije huursector tot een huurwaarde van € 1123 per maand (regulering middenhuur).

### Algemene huurvoorwaarden
Algemene voorwaarden bij een huurcontract met particulieren moeten in lijn liggen met de Europese Richtlijn oneerlijke bedingen. Een beding in algemene (huur)voorwaarden wordt als oneerlijk beschouwd als het de rechten en verplichtingen uit de overeenkomst aanzienlijke nadelen brengt voor de consument. Wat een beding bepaalt moet in samenhang worden beschouwd met alle andere bedingen.  Zo kan een boetebeding voor niet toegestane onderhuur op zichzelf redelijk zijn, maar een te groot nadeel betekenen in samenhang met een ander boetebeding dat de verhuurder kan inroepen.

### Einde van de huurovereenkomst woonruimte
In een uitspraak van de Hoge Raad (arrest HR 22 januari 1992, NJ 1993, 216) zijn drie mogelijkheden tot beëindiging van de huurovereenkomst opgesteld:
1. Wederzijds goedvinden: deze beëindigingsovereenkomst kan alleen worden gesloten na het aangaan van de huur.
2. Ontbinding door de rechter: - op vordering van de verhuurder (art. 7:231 en 7:280 BW). Hieraan moet een ‘terme de grâce’ van één maand voorafgaan waarbij de huurder alsnog moet nakomen.
- op vordering van de huurder: kan ook buitengerechtelijk (art. 6:265 en 6:267 BW), in geval van onbewoonbaarheid door een gebrek in de zin van art. 7:204 BW in combinatie met art. 7:210 BW (art. 7:279 BW).
3. Opzegging: Zowel huurovereenkomsten voor bepaalde tijd als voor onbepaalde tijd moeten worden opgezegd (art. 7: 271 lid 1 BW). Het maakt niet uit of een huurcontract voor bepaalde (tijdelijk huurcontract) of onbepaalde tijd is opgesteld. Indien de huurder niet instemt met de opzegging loopt het huurcontract door tot de datum die door de rechter wordt vastgesteld. Een huurovereenkomst voor bepaalde tijd is dus feitelijk een overeenkomst voor onbepaalde tijd, met de bijbehorende rechtsbescherming voor de huurder.
Het opzeggen kan zowel door de huurder als door de verhuurder geschieden. Er moet worden opgezegd met een aangetekende brief of exploot (art. 7:271 lid 3 BW), tegen de betaaldatum van de huurprijs (art. 7:271 lid 2 BW) en bij de opzegging moeten de opzeggingsgronden worden vermeld (art. 7:271 lid 4 BW).
De gronden van opzegging (art. 7:274 BW) kunnen zijn: - de huurder heeft zich niet als een goed huurder gedragen
- de verhuurder heeft het gehuurde pand dringend nodig voor zijn eigen gebruik
- de verhuurder wil een bestemmingsplan met betrekking tot de verhuurde ruimte naleven.
Wanneer de huurder de huurovereenkomst van woonruimte opzegt, neemt hij een opzegtermijn van minimaal één maand en maximaal drie maanden in acht (art. 7:271 lid 5 sub a BW) en wanneer de verhuurder de huurovereenkomst opzegt, neemt hij een opzegtermijn van minimaal drie maanden en maximaal zes maanden in acht (art. 7:271 lid 5 sub b BW). Gedurende deze termijn hoeft de huurder uitsluitend de reële huurkosten te betalen. Vertrekt hij eerder, dan hoeft niet de resterende huurperiode te worden vergoed.

### Verhuur aan een doelgroep
Er zijn speciale regelingen voor verhuur van al dan niet speciale woningen aan bepaalde doelgroepen:
- Artikel 274a: Verhuur van een gehandicaptenwoning aan een gehandicapte.
- Artikel 274b: Verhuur van een woning die onderdeel uitmaakt van een complex van zelfstandige woningen, dat reeds bij de bouw  was ingericht en bestemd voor de bewoning door ouderen, aan een oudere.
- Artikel 274c: Verhuur van een woning waarbij de huurovereenkomst bepaalt dat de woning bestemd is voor jongeren en dat die woonruimte na beëindiging van de huurovereenkomst opnieuw aan een jongere zal worden verhuurd.
- Artikel 274d: Analoog voor studenten. Zie ook campusclausule.
- Artikel 274e: Analoog voor promovendi.
- Artikel 274f: Analoog voor grote gezinnen (huishoudens van 8 of meer personen).

In deze gevallen kan de verhuurder de huur opzeggen als de huurder niet meer tot de doelgroep behoort (in het geval van grote gezinnen geldt een sterkere voorwaarde: het huishouden bestaat inmiddels uit 4 of minder personen; in het geval van een oudere zou het kunnen zijn dat deze er samen met een ander woonde en zelf inmiddels vertrokken of overleden is, zodat er nu iemand woont die geen oudere is) om de woning te verhuren aan een huurder in de doelgroep. Dit valt onder "opzeggen wegens eigen gebruik", deze uitdrukking betekent dus niet noodzakelijk dat de verhuurder de woning zelf betrekt. Voorwaarde is dat er daadwerkelijk een kandidaat-huurder in de doelgroep is.
In het geval van een woning voor gehandicapten, ouderen of grote gezinnen is een extra voorwaarde dat blijkt dat de huurder andere passende woonruimte kan verkrijgen. Deze extra voorwaarde geldt niet bij een woning voor jongeren, studenten of promovendi.
Uit het bovenstaande blijkt dat in een huurovereenkomst een bepaling over de volgende huurder relevant kan zijn, ook al lijkt die bepaling op het eerste gezicht de huurder die de huurovereenkomst sluit niet aan te gaan.

### Leegstandwet
De Leegstandwet maakt het mogelijk een niet (meer) door de eigenaar bewoonde woning die te koop staat tijdelijk (minimaal 6 maanden, maximaal 5 jaar) te verhuren zonder huurbescherming. Hiervoor moet de eigenaar bij de gemeente een leegstandvergunning aanvragen. De huurovereenkomst moet de leegstandvergunning vermelden.

### Tijdelijke verhuur: Wet doorstroming huurmarkt
In 2016 is de Wet doorstroming huurmarkt aangenomen. Op grond daarvan is het mogelijk woningen en kamers voor een bepaalde relatief korte duur te verhuren, zonder dat de huurbescherming van toepassing is. Wel is de huurprijsbescherming van toepassing. Bij zelfstandige woningen is de maximale korte verhuurperiode twee jaar, bij onzelfstandige woonruimte (kamer) is de maximale termijn vijf jaar, zodra de termijn waarvoor zij is aangegaan is verstreken, eindigt de overeenkomst van rechtswege. Wel moet de verhuurder een tot drie maanden voor afloop van de huurovereenkomst de huurder schriftelijk informeren dat de huurovereenkomst op de afgesproken datum eindigt. Gebeurt dat niet, ontstaat na het verstrijken van de overeengekomen termijn een huurovereenkomst voor onbepaalde tijd met volledige huurbescherming voor de huurder. Bij onzelfstandige woonruimte (kamers) is de maximale termijn vijf jaar.
Tijdens de looptijd mag de verhuurder niet opzeggen, tenzij sprake is van huurachterstand of slecht huurderschap. De huurder kan wel tussentijds opzeggen. Er kan wel tussentijds door verhuurder worden beëindigd als huurder daarmee instemt.
Voor huurders blijft de inschrijfduur ten behoeve van de woonruimteverdeling gedurende de tijdelijke huurovereenkomst behouden (Huisvestingswet).

## Bedrijfsruimte
Het huurrecht met betrekking tot middenstandsbedrijfsruimte = winkelruimte mag een van de lastigste onderdelen van het burgerlijke recht genoemd worden. De huur van middenstandsbedrijfsruimte betreft de huur van een pand waar diensten of goederen worden geleverd (art. 7:290 lid 2 BW), waaronder ook een kampeer- of hotelbedrijf valt.
De huurovereenkomst van dit soort bedrijfsruimte wordt steeds aangegaan voor vijf jaren, met een mogelijkheid van verlenging met nog eens vijf jaren (art. 7:292 BW). Indien na deze verlenging niet is opgezegd, wordt de huurovereenkomst voortgezet in onbepaalde tijd, tenzij bepaalde tijd is afgesproken (art. 7:300 lid 1 BW).
In de eerste tien jaren is er een vergaande huurbescherming, waarbij de verhuurder de huurovereenkomst slechts kan opzeggen op twee gronden:
1. Slechte bedrijfsvoering door de huurder (art. 7:296 lid 1 sub a BW).
2. De verhuurder of zijn naaste familielid/-leden heeft of hebben het verhuurde dringend nodig (art. 7:296 lid 1 sub b BW). Er ontstaat dan een schadevergoedingsplicht jegens de huurder en eventuele onderhuurder (art. 7:299 lid 1 BW). Deze vordering verjaart na vijf jaren na het einde van de huurovereenkomst (art. 7:299 lid 4 BW).
Na tien jaren wordt de huurbescherming van de huurder minder en zijn er meer opzeggingsgronden voor opzegging door de verhuurder, waaronder de open belangenafweging (art. 7:296 lid 3 BW).
De opzegging van de huurovereenkomst met een periode van minimaal 5 jaren en maximaal 10 jaren kan door beide partijen geschieden tegen het einde van de huurtermijn (art. 7:293 lid 1 BW) en geschiedt bij exploot of aangetekende brief (art. 7:293 lid 2 BW) met een opzegtermijn van één jaar (art. 7:293 lid 2 BW).
Bij een beëindigingsovereenkomst met wederzijds goedvinden is er geen opzegging door de huurder of verhuurder vereist (art. 7:293 lid 3 BW).
De verhuurder moet altijd de opzeggingsgronden vermelden, wanneer hij de huurovereenkomst opzegt, anders is de opzegging nietig (art. 7:294 BW).
Onderhuurders en medehuurders worden niet beschermd zoals bij woonruimte (art. 7:269 BW resp. art. 7:266 – 268 BW). De huurder is namelijk bevoegd tot onderhuur, tenzij de verhuurder hiertegen bezwaar maakt (art. 7:221 BW).
- Het bovenstaande (art. 7:291 t/m 7:300 BW) geldt niet wanneer bedrijfsruimte voor twee jaren of korter wordt verhuurd (art. 7:301 lid 1 BW). Er is dus ook geen opzegging vereist volgens de algemene regel van art. 7:228 BW en de huurder geniet geen huurbescherming.